# Ebrechtella pseudovatia
Ebrechtella pseudovatia là một loài nhện trong họ Thomisidae.
Loài này thuộc chi Ebrechtella. Ebrechtella pseudovatia được Ehrenfried Schenkel-Haas miêu tả năm 1936.